# Катастрофа Piper PA-46 Malibu над Ла-Маншем
21 січня 2019 року о 20:23 за Гринвічем поблизу маяка Каскетс, в районі Нормандських островів, зник з екранів радарів диспетчерів літак Piper PA-46 Malibu, який виконував приватний чартерний рейс із французького Нанта до британського Кардіффа. На борту судна перебували пілот Дейв Ібботсон та єдиний пасажир — аргентинський футболіст Еміліано Сала.

## Літак
Шестимісний одномоторний турбогвинтовий літак «Piper PA-46 Malibu» з бортовим номером N264DB зареєстрований у США. Серійний номер 46-8408037. Виготовлений у 1984 році. Сертифікат про льотну придатність виданий 4 квітня 1984 року.

## Політ та зникнення
Літак «Piper PA-46 Malibu», який належав футбольному агенту Віллі Маккею, вилетів з аеропорту «Нант-Атлантік» о 19:15 за середньоєвропейським часом. О 20:20 за Гринвічем, пролітаючи на висоті 1500 м поблизу острова Гернсі, пілот літака запросив екстрену посадку. О 20:23, пролітаючи на висоті 700 м за 13 км від острова Олдерні, судно зникло з екранів радарів.

## Пошукова операція
Практично одразу після втрати зв'язку з літаком спільними силами британських Нормандських островів та Франції розпочато пошуково-рятувальну операцію. У першу добу пошуків знайти уламки літака чи тіл не вдалося. У ніч 21 січня на заваді стала негода. Над місцем можливої авіакатастрофи був туман. До операції залучено два літаки та кілька катерів.
23 січня в районі пошуку зниклого літака в Ла-Манші силами поліції острова Гернсі знайдені різні уламки і предмети, які могли належати судну.
На початку лютого розпочалася приватна операція із залученням приватного пошукового корабля, який у ніч проти 4 лютого знайшов уламки літака та, як пізніше виявилося, тіло футболіста. 7 лютого поліція офіційно ідентифікувала тіло Сала та оголосила про його загибель в авіакатастрофі.

## Розслідування
У жовтні 2021 року Гендерсона було визнано винним у створенні загрози безпеці людей при польоті. Гендерсон дозволив керувати літаком особі без ліцензії комерційного пілота та кваліфікації для польотів уночі. Власник літака попросив Гендерсона не давати пілоту Ібботсону керувати літаком через кілька порушень повітряного простору, які той здійснив, але Гендерсон проігнорував це. Після катастрофи Гендерсон попросив своїх знайомих не повідомляти нікому подробиць історії.